# Cyrenia martia
Cyrenia martia is een vlindersoort uit de familie van de prachtvlinders (Riodinidae), onderfamilie Riodininae.
Cyrenia martia werd in 1851 beschreven door Westwood.